# Coiba-Aguti
Das Coiba-Aguti (Dasyprocta coibae) ist eine Art der Agutis. Es kommt endemisch auf der zu Panama gehörenden Insel Coiba vor.

## Merkmale
Das Coiba-Aguti erreicht eine Kopf-Rumpf-Länge von 43,5 bis 45,0 Zentimetern. Die Schwanzlänge beträgt 30 bis 40 Millimeter, konkrete Angaben zum Gewicht fehlen. Es ist einfarbig gelb-braun mit schwarzer Sprenkelung auf dem Rücken, die Bauchseite ist heller. Im Aussehen entspricht das Coiba-Aguti weitgehend dem Mittelamerikanischen Aguti (D. punctata) und unterscheidet sich von diesem vor allem durch spezifische Schädelmaße.

## Verbreitung

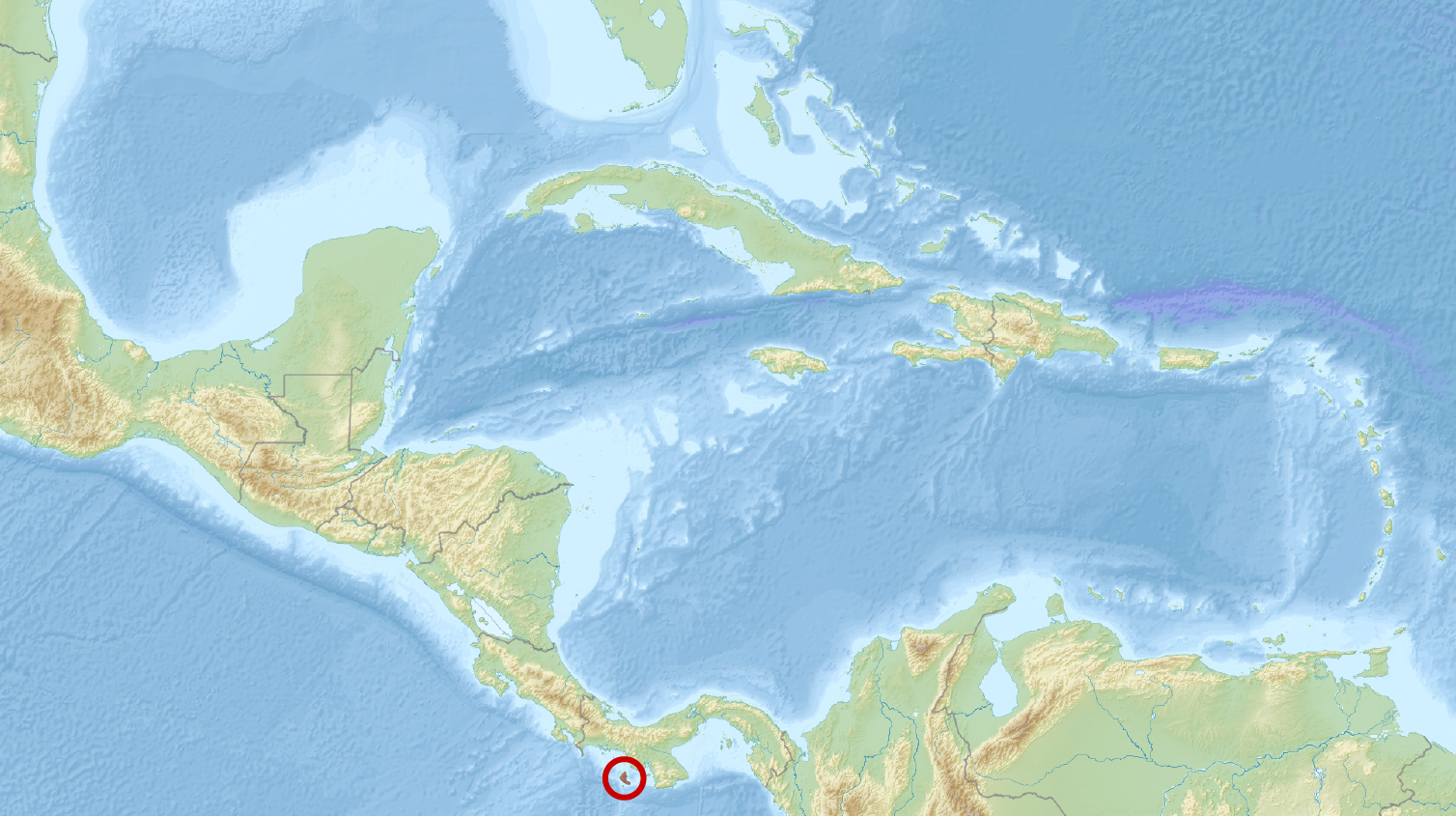
Verbreitungsgebiet des Coiba-Agutis

Das Verbreitungsgebiet des Coiba-Agutis ist auf die zu Panama gehörende Insel Coiba beschränkt.

## Lebensweise
Das Coiba-Aguti kommt in bewaldeten Habitaten auf der Insel vor. Über die Lebensweise der Tiere liegen nur sehr wenige Daten und Beobachtungen vor, sie entspricht wahrscheinlich im Wesentlichen der des Mittelamerikanischen Agutis. Die Tiere sind wie andere Arten der Gattung herbivor und ernähren sich von verfügbaren Pflanzenteilen wie Früchten, Samen und Blättern.

## Systematik
Das Coiba-Aguti wird als eigenständige Art innerhalb der Gattung der Agutis (Dasyprocta) eingeordnet, die aus mehr als zehn anerkannten Arten besteht. Die wissenschaftliche Erstbeschreibung der Art stammt von dem britischen Zoologen Oldfield Thomas aus dem Jahr 1902, der sie anhand von Individuen von der Insel Coiba beschrieb.
Innerhalb der Art werden keine Unterarten unterschieden.

## Status, Bedrohung und Schutz
Das Coiba-Aguti wird von der International Union for Conservation of Nature and Natural Resources (IUCN) als potenziell gefährdet („near threatened“) eingeordnet. Begründet wird dies damit, dass die Art nur von einer einzigen Insel bekannt ist, die allerdings weitgehend geschützt ist. Die Insel ist jedoch der potenziellen Bedrohung durch Wirbelstürme oder klimatische Einflüsse wie den Anstieg des Meeresspiegels ausgesetzt, so dass die Art möglicherweise als gefährdet eingestuft werden könnte. Zu den potenziellen Bedrohungen der Zukunft gehören die Entwicklung des Tourismus, Wirbelstürme und Krankheiten.

## Belege
1. 1 2 3 4 5 6 7  Coiban Agouti. In: J. A. Gilbert, T.E. Lacher jr: Family Dasyproctidae (Agoutis and Acouchys) In: Don E. Wilson, T.E. Lacher, Jr., Russell A. Mittermeier (Hrsg.): Handbook of the Mammals of the World: Lagomorphs and Rodents 1. (HMW, Band 6) Lynx Edicions, Barcelona 2016, S. 457, ISBN 978-84-941892-3-4.
2. 1 2 3  Dasyprocta coibae in der Roten Liste gefährdeter Arten der IUCN 2019. Eingestellt von: N. Roach, L. Naylor, 2016. Abgerufen am 21. Dezember 2022.
3. 1 2 3  Dasyprocta coibae. In: Don E. Wilson, DeeAnn M. Reeder (Hrsg.): Mammal Species of the World. A taxonomic and geographic Reference. 2 Bände. 3. Auflage. Johns Hopkins University Press, Baltimore MD 2005, ISBN 0-8018-8221-4.